# 16e étape du Tour de France 2014
Pour un article plus général, voir Tour de France 2014.
La 16e étape du Tour de France 2014 s'est déroulée le mardi 22 juillet 2014 entre Carcassonne et Bagnères-de-Luchon. Elle est remportée par le coureur australien Michael Rogers, de l'équipe Tinkoff-Saxo. Échappé avec vingt autres coureurs, il a attaqué seul à trois kilomètres de l'arrivée. Vincenzo Nibali, arrivé dans un groupe huit minutes et demi après Rogers, conserve le maillot jaune.

## Parcours
Longue de 237,5 km, la seizième étape est la plus longue de ce Tour de France et le fait arriver dans les Pyrénées. Le départ est donné à Carcassonne, dans l'Aude. Une première difficulté de quatrième catégorie, la côte de Fanjeaux, intervient après 25 km. Après une cinquantaine de kilomètres, la course entre en Ariège, où elle passe la côte de Pamiers (km 72, quatrième catégorie) et le sprint intermédiaire, à Saint-Girons (km 124). Les principales difficultés de l'étape se succèdent dans sa deuxième moitié, dans la Haute-Garonne et dans les Hautes-Pyrénées. L'ascension vers le col de Portet-d'Aspet (deuxième catégorie) amène les coureurs à 1 069 m d'altitude après 5,4 km de montée à 6,9 %. La descente est immédiatement suivie de l'ascension du col des Ares (troisième catégorie, 6 km à 5,2 %). La dernière difficulté, le port de Balès, est classée hors catégorie. Ses 11,7 km de montée à 7,7 % amènent le peloton à 1 750 m d'altitude. L'arrivée de l'étape est jugée au bas de la descente, à Bagnères-de-Luchon.

## Déroulement de la course
Après plusieurs attaques infructueuses en début d'étapes, 21 coureurs parviennent à s'échapper après 75 km de course : Michael Rogers (Saxo-Tinkof), Thomas Voeckler, Cyril Gautier, Kévin Réza (Europcar), Vasil Kiryienka, Bernard Eisel (Sky), Michał Kwiatkowski, Jan Bakelants (Omega Pharma-Quick Step), Tony Gallopin (Lotto-Belisol), Greg Van Avermaet (BMC), Ion Izagirre (Movistar), José Serpa (Lampre-Merida), Jens Keukeleire, Michael Albasini (Orica-GreenEdge), Tom-Jelte Slagter (Garmin-Sharp), Jérémy Roy (FDJ), Matteo Montaguti, Samuel Dumoulin (AG2R-La Mondiale), Anthony Delaplace, Florian Vachon (Bretagne Séché Environment), Roger Kluge (IAM). Ils comptent huit minutes d'avance au col de Portet-d'Aspet. Dans le port de Balès, dernier col de la journée, un trio composé de Thomas Voeckler (Europcar), Michael Rogers (Tinkoff-Saxo) et José Serpa (Lampre) se détache. Dans la descente vers l'arrivée à Bagnères-de-Luchon, ils sont rattrapés par Vasil Kiryienka (Sky) et Cyril Gautier (Europcar). Rogers contre une attaque de Gautier à 3 km de l'arrivée et s'échappe en solitaire pour remporter l'étape 9 secondes devant Voeckler, qui règle le groupe de poursuivants au sprint.
Du côté des leaders du général, Jurgen Van den Broeck (Lotto-Belisol), Tejay van Garderen (Bmc), Bauke Mollema (Belkin) ou encore Pierre Rolland (Europcar) sont décrochés par le rythme de l'équipe Movistar. Après un relais de son coéquipier Arnold Jeannesson, Thibaut Pinot (Fdj.fr) attaque. Il distance ses adversaires dans la fin de l'ascension, dont Alejandro Valverde, Jean-Christophe Péraud (Ag2R-La Mondiale) et le maillot jaune Vincenzo Nibali (Astana) qui le rejoignent dans la descente. Son attaque distance irrémédiablement le maillot blanc Romain Bardet (Ag2R-La Mondiale). Le groupe de Pinot, Valverde, Péraud, Nibali et König arrivent huit minutes et demi après Rogers. Bardet joint l'arrivée une minute et cinquante secondes plus tard et perd le maillot blanc au profit de Pinot,.

## Résultats

### Classement de l'étape
| Classement de la 16e étape | Classement de la 16e étape | Classement de la 16e étape | Classement de la 16e étape | Classement de la 16e étape |
|                            | Coureur                    | Pays                       | Équipe                     | Temps                      |
| -------------------------- | -------------------------- | -------------------------- | -------------------------- | -------------------------- |
| 1er                        | Michael Rogers             | Australie                  | Tinkoff-Saxo               | en 6 h 7 min 10 s          |
| 2e                         | Thomas Voeckler            | France                     | Europcar                   | + 9 s                      |
| 3e                         | Vasil Kiryienka            | Biélorussie                | Sky                        | + 9 s                      |
| 4e                         | José Serpa                 | Colombie                   | Lampre-Merida              | + 9 s                      |
| 5e                         | Cyril Gautier              | France                     | Europcar                   | + 9 s                      |
| 6e                         | Greg Van Avermaet          | Belgique                   | BMC Racing                 | + 13 s                     |
| 7e                         | Michał Kwiatkowski         | Pologne                    | Omega Pharma-Quick Step    | + 36 s                     |
| 8e                         | Matteo Montaguti           | Italie                     | AG2R La Mondiale           | + 50 s                     |
| 9e                         | Tom-Jelte Slagter          | Pays-Bas                   | Garmin-Sharp               | + 2 min 11 s               |
| 10e                        | Tony Gallopin              | France                     | Lotto-Belisol              | + 2 min 11 s               |
| modifier                   |                            |                            |                            |                            |

### Points attribués
| Sprint intermédiaire de Saint-Girons (km 123,5) | Sprint intermédiaire de Saint-Girons (km 123,5) | Sprint intermédiaire de Saint-Girons (km 123,5) | Sprint intermédiaire de Saint-Girons (km 123,5) | Sprint intermédiaire de Saint-Girons (km 123,5) |
| ----------------------------------------------- | ----------------------------------------------- | ----------------------------------------------- | ----------------------------------------------- | ----------------------------------------------- |
|                                                 | Coureur                                         | Pays                                            | Équipe                                          | Point(s)                                        |
| 1er                                             | Roger Kluge                                     | Allemagne                                       | IAM                                             | 20                                              |
| 2e                                              | Greg Van Avermaet                               | Belgique                                        | BMC Racing                                      | 17                                              |
| 3e                                              | Jérémy Roy                                      | France                                          | FDJ.fr                                          | 15                                              |
| 4e                                              | Samuel Dumoulin                                 | France                                          | AG2R La Mondiale                                | 13                                              |
| 5e                                              | Tony Gallopin                                   | France                                          | Lotto-Belisol                                   | 11                                              |
| 6e                                              | Anthony Delaplace                               | France                                          | Bretagne-Séché Environnement                    | 10                                              |
| 7e                                              | Bernhard Eisel                                  | Autriche                                        | Sky                                             | 9                                               |
| 8e                                              | Michał Kwiatkowski                              | Pologne                                         | Omega Pharma-Quick Step                         | 8                                               |
| 9e                                              | Cyril Gautier                                   | France                                          | Europcar                                        | 7                                               |
| 10e                                             | Jens Keukeleire                                 | Belgique                                        | Orica-GreenEDGE                                 | 6                                               |
| 11e                                             | José Serpa                                      | Colombie                                        | Lampre-Merida                                   | 5                                               |
| 12e                                             | Florian Vachon                                  | France                                          | Bretagne-Séché Environnement                    | 4                                               |
| 13e                                             | Ion Izagirre                                    | Espagne                                         | Movistar                                        | 3                                               |
| 14e                                             | Vasil Kiryienka                                 | Biélorussie                                     | Sky                                             | 2                                               |
| 15e                                             | Kévin Réza                                      | France                                          | Europcar                                        | 1                                               |
| modifier                                        |                                                 |                                                 |                                                 |                                                 |

| Classement de l'étape | Classement de l'étape | Classement de l'étape | Classement de l'étape        | Classement de l'étape |
| --------------------- | --------------------- | --------------------- | ---------------------------- | --------------------- |
|                       | Coureur               | Pays                  | Équipe                       | Point(s)              |
| 1er                   | Michael Rogers        | Australie             | Tinkoff-Saxo                 | 30                    |
| 2e                    | Thomas Voeckler       | France                | Europcar                     | 25                    |
| 3e                    | Vasil Kiryienka       | Biélorussie           | Sky                          | 22                    |
| 4e                    | José Serpa            | Colombie              | Lampre-Merida                | 19                    |
| 5e                    | Cyril Gautier         | France                | Europcar                     | 17                    |
| 6e                    | Greg Van Avermaet     | Belgique              | BMC Racing                   | 15                    |
| 7e                    | Michał Kwiatkowski    | Pologne               | Omega Pharma-Quick Step      | 13                    |
| 8e                    | Matteo Montaguti      | Italie                | AG2R La Mondiale             | 11                    |
| 9e                    | Tom-Jelte Slagter     | Pays-Bas              | Garmin-Sharp                 | 9                     |
| 10e                   | Tony Gallopin         | France                | Lotto-Belisol                | 7                     |
| 11e                   | Jan Bakelants         | Belgique              | Omega Pharma-Quick Step      | 6                     |
| 12e                   | Florian Vachon        | France                | Bretagne-Séché Environnement | 5                     |
| 13e                   | Anthony Delaplace     | France                | Bretagne-Séché Environnement | 4                     |
| 14e                   | Kévin Réza            | France                | Europcar                     | 3                     |
| 15e                   | Bernhard Eisel        | Autriche              | Sky                          | 2                     |
| modifier              |                       |                       |                              |                       |

### Cols et côtes
| Côte de Fanjeaux (km 25,0) 4e catégorie | Côte de Fanjeaux (km 25,0) 4e catégorie | Côte de Fanjeaux (km 25,0) 4e catégorie | Côte de Fanjeaux (km 25,0) 4e catégorie | Côte de Fanjeaux (km 25,0) 4e catégorie |
| --------------------------------------- | --------------------------------------- | --------------------------------------- | --------------------------------------- | --------------------------------------- |
|                                         | Coureur                                 | Pays                                    | Équipe                                  | Point(s)                                |
| 1er                                     | Rafał Majka                             | Pologne                                 | Tinkoff-Saxo                            | 1                                       |
| modifier                                |                                         |                                         |                                         |                                         |

| Côte de Pamiers (km 71,5) 4e catégorie | Côte de Pamiers (km 71,5) 4e catégorie | Côte de Pamiers (km 71,5) 4e catégorie | Côte de Pamiers (km 71,5) 4e catégorie | Côte de Pamiers (km 71,5) 4e catégorie |
| -------------------------------------- | -------------------------------------- | -------------------------------------- | -------------------------------------- | -------------------------------------- |
|                                        | Coureur                                | Pays                                   | Équipe                                 | Point(s)                               |
| 1er                                    | Matteo Montaguti                       | Italie                                 | AG2R La Mondiale                       | 1                                      |
| modifier                               |                                        |                                        |                                        |                                        |

| Col de Portet-d'Aspet (km 155,0) 2e catégorie | Col de Portet-d'Aspet (km 155,0) 2e catégorie | Col de Portet-d'Aspet (km 155,0) 2e catégorie | Col de Portet-d'Aspet (km 155,0) 2e catégorie | Col de Portet-d'Aspet (km 155,0) 2e catégorie |
| --------------------------------------------- | --------------------------------------------- | --------------------------------------------- | --------------------------------------------- | --------------------------------------------- |
|                                               | Coureur                                       | Pays                                          | Équipe                                        | Point(s)                                      |
| 1er                                           | Thomas Voeckler                               | France                                        | Europcar                                      | 5                                             |
| 2e                                            | Michael Rogers                                | Australie                                     | Tinkoff-Saxo                                  | 3                                             |
| 3e                                            | Jan Bakelants                                 | Belgique                                      | Omega Pharma-Quick Step                       | 2                                             |
| 4e                                            | Tom-Jelte Slagter                             | Pays-Bas                                      | Garmin-Sharp                                  | 1                                             |
| modifier                                      |                                               |                                               |                                               |                                               |

| Col des Ares (km 176,5) 3e catégorie | Col des Ares (km 176,5) 3e catégorie | Col des Ares (km 176,5) 3e catégorie | Col des Ares (km 176,5) 3e catégorie | Col des Ares (km 176,5) 3e catégorie |
| ------------------------------------ | ------------------------------------ | ------------------------------------ | ------------------------------------ | ------------------------------------ |
|                                      | Coureur                              | Pays                                 | Équipe                               | Point(s)                             |
| 1er                                  | Thomas Voeckler                      | France                               | Europcar                             | 2                                    |
| 2e                                   | José Serpa                           | Colombie                             | Lampre-Merida                        | 1                                    |
| modifier                             |                                      |                                      |                                      |                                      |

| \| Port de Balès (km 216,0) Hors catégorie \| Port de Balès (km 216,0) Hors catégorie \| Port de Balès (km 216,0) Hors catégorie \| Port de Balès (km 216,0) Hors catégorie \| Port de Balès (km 216,0) Hors catégorie \| \| --------------------------------------- \| --------------------------------------- \| --------------------------------------- \| --------------------------------------- \| --------------------------------------- \| \| \| Coureur \| Pays \| Équipe \| Point(s) \| \| 1er \| José Serpa \| Colombie \| Lampre-Merida \| 25 \| \| 2e \| Thomas Voeckler \| France \| Europcar \| 20 \| \| 3e \| Michael Rogers \| Australie \| Tinkoff-Saxo \| 16 \| \| 4e \| Vasil Kiryienka \| Biélorussie \| Sky \| 14 \| \| 5e \| Cyril Gautier \| France \| Europcar \| 12 \| \| 6e \| Greg Van Avermaet \| Belgique \| BMC Racing \| 10 \| \| 7e \| Matteo Montaguti \| Italie \| AG2R La Mondiale \| 8 \| \| 8e \| Michał Kwiatkowski \| Pologne \| Omega Pharma-Quick Step \| 6 \| \| 9e \| Tom-Jelte Slagter \| Pays-Bas \| Garmin-Sharp \| 4 \| \| 10e \| Tony Gallopin \| France \| Lotto-Belisol \| 2 \| \| modifier \| \| \| \| \| |                    |             |                         |          |
| Port de Balès (km 216,0) Hors catégorie |                    |             |                         |          |
| | Coureur            | Pays        | Équipe                  | Point(s) |
| 1er | José Serpa         | Colombie    | Lampre-Merida           | 25       |
| 2e | Thomas Voeckler    | France      | Europcar                | 20       |
| 3e | Michael Rogers     | Australie   | Tinkoff-Saxo            | 16       |
| 4e | Vasil Kiryienka    | Biélorussie | Sky                     | 14       |
| 5e | Cyril Gautier      | France      | Europcar                | 12       |
| 6e | Greg Van Avermaet  | Belgique    | BMC Racing              | 10       |
| 7e | Matteo Montaguti   | Italie      | AG2R La Mondiale        | 8        |
| 8e | Michał Kwiatkowski | Pologne     | Omega Pharma-Quick Step | 6        |
| 9e | Tom-Jelte Slagter  | Pays-Bas    | Garmin-Sharp            | 4        |
| 10e | Tony Gallopin      | France      | Lotto-Belisol           | 2        |
| modifier |                    |             |                         |          |

## Classements à l'issue de l'étape

### Classement général
| Classement général | Classement général     | Classement général | Classement général      | Classement général |
|                    | Coureur                | Pays               | Équipe                  | Temps              |
| ------------------ | ---------------------- | ------------------ | ----------------------- | ------------------ |
| 1er                | Vincenzo Nibali        | Italie             | Astana                  | en 73 h 5 min 19 s |
| 2e                 | Alejandro Valverde     | Espagne            | Movistar                | + 4 min 37 s       |
| 3e                 | Thibaut Pinot          | France             | FDJ.fr                  | + 5 min 6 s        |
| 4e                 | Jean-Christophe Péraud | France             | AG2R La Mondiale        | + 6 min 8 s        |
| 5e                 | Romain Bardet          | France             | AG2R La Mondiale        | + 6 min 40 s       |
| 6e                 | Tejay van Garderen     | États-Unis         | BMC Racing              | + 9 min 25 s       |
| 7e                 | Leopold König          | Tchéquie           | NetApp-Endura           | + 9 min 32 s       |
| 8e                 | Laurens ten Dam        | Pays-Bas           | Belkin                  | + 11 min 12 s      |
| 9e                 | Michał Kwiatkowski     | Pologne            | Omega Pharma-Quick Step | + 11 min 28 s      |
| 10e                | Bauke Mollema          | Pays-Bas           | Belkin                  | + 11 min 33 s      |
| modifier           |                        |                    |                         |                    |

### Classement par points
| Classement par points | Classement par points | Classement par points | Classement par points | Classement par points |
| --------------------- | --------------------- | --------------------- | --------------------- | --------------------- |
|                       | Coureur               | Pays                  | Équipe                | Point(s)              |
| 1er                   | Peter Sagan           | Slovaquie             | Cannondale            | 402 points            |
| 2e                    | Bryan Coquard         | France                | Europcar              | 226 pts               |
| 3e                    | Alexander Kristoff    | Norvège               | Katusha               | 217 pts               |
| modifier              |                       |                       |                       |                       |

### Classement du meilleur grimpeur
| Classement du meilleur grimpeur | Classement du meilleur grimpeur | Classement du meilleur grimpeur | Classement du meilleur grimpeur | Classement du meilleur grimpeur |
| ------------------------------- | ------------------------------- | ------------------------------- | ------------------------------- | ------------------------------- |
|                                 | Coureur                         | Pays                            | Équipe                          | Point(s)                        |
| 1er                             | Rafał Majka                     | Pologne                         | Tinkoff-Saxo                    | 89 points                       |
| 2e                              | Joaquim Rodríguez               | Espagne                         | Katusha                         | 88 pts                          |
| 3e                              | Vincenzo Nibali                 | Italie                          | Astana                          | 86 pts                          |
| modifier                        |                                 |                                 |                                 |                                 |

### Classement du meilleur jeune
| Classement général du meilleur jeune | Classement général du meilleur jeune | Classement général du meilleur jeune | Classement général du meilleur jeune | Classement général du meilleur jeune |
|                                      | Coureur                              | Pays                                 | Équipe                               | Temps                                |
| ------------------------------------ | ------------------------------------ | ------------------------------------ | ------------------------------------ | ------------------------------------ |
| 1er                                  | Thibaut Pinot                        | France                               | FDJ.fr                               | en 73 h 10 min 25 s                  |
| 2e                                   | Romain Bardet                        | France                               | AG2R La Mondiale                     | + 1 min 34 s                         |
| 3e                                   | Michał Kwiatkowski                   | Pologne                              | Omega Pharma-Quick Step              | + 6 min 22 s                         |
| modifier                             |                                      |                                      |                                      |                                      |

### Classement par équipes
| Classement par équipes | Classement par équipes | Classement par équipes | Classement par équipes |
|                        | Équipe                 | Pays                   | Temps                  |
| ---------------------- | ---------------------- | ---------------------- | ---------------------- |
| 1re                    | AG2R La Mondiale       | France                 | en 219 h 28 min 1 s    |
| 2e                     | Belkin                 | Pays-Bas               | + 26 min 21 s          |
| 3e                     | Sky                    | Royaume-Uni            | + 39 min 19 s          |
| modifier               |                        |                        |                        |

## Abandons
- Simon Yates : non-partant
- Rui Costa : non-partant